# エドワード・セント・オービン
エドワード・セント・オービン（英: Edward St Aubyn、1960年1月14日 - ）はイングランドの作家・ジャーナリストで、代表作に半自叙伝的小説『パトリック・メルローズ』シリーズを持つ。2006年には同シリーズ第4作の『マザーズ・ミルク』"Mother's Milk" でブッカー賞にノミネートされた。

## 家族と私生活
セント・オービンはロンドンで上流階級の家庭に生まれ、父は元軍人で外科医のロジャー・ジェフリー・セント・オービン（Roger Geoffrey St Aubyn、1906年 - 1985年）、母は彼の2番目の妻であるローナ・マッキントッシュ（Lorna Mackintosh、1929年 - 2005年）であった。彼はセント・オービン準男爵家のエドワード・セント・オービン初代準男爵 (Sir Edward St Aubyn, 1st Baronet) の玄孫に当たるが、初代準男爵はジョン・セント・オービン (初代セント・レヴァン男爵)の長男である。父の前妻はザルツブルク・ミラベル宮殿のゾフィー・ヘレネ・フォン・プトン男爵夫人 (Sophie Helene Freifrau von Puthon of Schloss Mirabell in Salzburg) であったが、1957年に離婚している。母方の祖父はシーフォース・ハイランダーズ所属のアラステア・ウィリアム・マッキントッシュ大尉 (Capt. Alastair William Mackintosh) で後にフロリダ州パームビーチに移住しているほか、母方の祖母リラ・エメリー (Lela Emery) はニューヨークの女子相続人で、シンシナティの実業家ジョン・ジョサイア・エメリー・シニア (John Josiah Emery, Sr.) の娘であり、きょうだいにはジョン・J・エメリー・ジュニアとオードリー・エメリー（ロシア大公ドミトリー・パヴロヴィチの妻）がいた。彼女は後に「タリーランドとディノ公」(Duc de Talleyrand et Dino) と結婚し、フランスのサン＝ブリス＝スー＝フォレに移住した。アラステア・マッキントッシュはインヴァネス出身で、1926年から1927年にかけてアメリカの無声映画スターであるコンスタンス・タルマッジと結婚していた。セント・オービン本人には姉アレクサンドラ (Alexandra) と、父親の最初の結婚で生まれた異母姉が2人いる。
彼は家族が家を持っていたロンドン・フランスの双方で育った。自身の幼少期に関しては、5歳から8歳にかけて父親に児童性的虐待を受け、母親もこれに荷担していたことから、不幸せなものだったと回顧している。ウェストミンスター・スクールに進んだ後、1979年にはオックスフォード大学のキーブル・カレッジで英文学を学んだが、大学在学時代にはヘロイン中毒に陥った。25歳で心理療法と出会い、その後プロの文筆家になった。1987年から1990年にかけては、作家のニコラ・シュルマン（現ノーマンビー侯爵夫人）と結婚していた。ふたりの子どもがおり、ロンドン在住である。

## 『パトリック・メルローズ』シリーズ
彼の代表作でもある『パトリック・メルローズ』シリーズは、『ネヴァー・マインド』、『バッド・ニュース』、『サム・ホープ』、『マザーズ・ミルク』、『アット・ラスト』の全5巻から成っている。前4作は、最終作『アット・ラスト』の刊行に合わせ、2012年にそれぞれ1巻として再発行された。作品は筆者自身の人生を下敷きにしており、崩壊しかかったイングランドの上流階級の家庭を舞台に、両親の死、アルコール依存症、ヘロイン中毒とそれからの回復、結婚や親としての生活などを描いている。作品は、幼少期の逆境がいかにして心理的健康を損なうかを力強く探索した作品と評されている。
第4作『マザーズ・ミルク』は、2012年に長編映画化されたが、脚本はセント・オービン自身が執筆し、ジェラルド・フォックス (Gerald Fox) が監督した。作品にはジャック・ダヴェンポート、エイドリアン・ダンバー、ダイアナ・クイックが出演したほか、マーガレット・タイザックの遺作となった。
2018年には、ショウタイム (Showtime) とスカイ・アトランティックの共同事業により、全5話のミニシリーズ『パトリック・メルローズ』として映像化された。ベネディクト・カンバーバッチが主役・製作総指揮を務め（幼少期を演じるのはセバスチャン・モルツ）、1話につき原作の1巻を映像化する構成となっている。シリーズは2018年5月12日にショウタイムで初放送され、好意的な評価を得た。この年のテレビ番組を対象としたBAFTAテレビ賞では、最優秀ミニシリーズ賞と主演男優賞（カンバーバッチ）を獲得した。

## 受賞歴
- 1992年 - 『ネヴァー・マインド』：ベティ・トラスク賞（英語版）（賞金3,000ポンド）[16]
- 1998年 - "On the Edge"：ガーディアン・フィクション賞（英語版）最終候補作
- 2006年 - 『マザーズ・ミルク』：マン・ブッカー賞最終候補作[17]
- 2007年 - 『マザーズ・ミルク』：フェミナ賞外国小説賞（英語版）[17]
- 2007年 - 『マザーズ・ミルク』：サウス・バンク・ショー賞（英語版）文学部門 (South Bank Show award on literature) [18]
- 2014年 - "Lost for Words"：ボランジェ・エブリマン・ウッドハウス賞[19][20]

## 著作
- Never Mind. Picador USA（英語版）. (1992). ISBN 9781447202936
  - 日本語訳：国弘喜美代・手嶋由美子 訳『ネヴァー・マインド』 1巻、早川書房〈パトリック・メルローズ〉、2018年10月18日。ISBN 9784152098085。
- Bad News. Picador USA. (1992). ISBN 9781447202950
  - 日本語訳：国弘喜美代・手嶋由美子 訳『バッド・ニュース』 2巻、早川書房〈パトリック・メルローズ〉、2018年11月20日。ISBN 9784152098139。
- Some Hope. Heinemann. (1994)
  - 日本語訳：国弘喜美代・手嶋由美子 訳『サム・ホープ』 3巻、早川書房〈パトリック・メルローズ〉、2018年12月19日。ISBN 9784152098245。
- On The Edge. Chatto & Windus. (1998). ISBN 978-1447253563
- A Clue to the Exit. Chatto & Windus. (2000). ISBN 0701169605
- Some Hope: A Trilogy. Grove Press, Open City Books. (2003). ISBN 1890447366
- Mother's Milk. Grove Press, Open City Books. (2005). ISBN 978-1890447403
  - 日本語訳：国弘喜美代・手嶋由美子 訳『マザーズ・ミルク』 4巻、早川書房〈パトリック・メルローズ〉、2019年1月22日。ISBN 9784152098313。
- At Last. Farrar, Straus and Giroux. (2012). ISBN 978-0374298890
  - 日本語訳：国弘喜美代・手嶋由美子 訳『アット・ラスト』 5巻、早川書房〈パトリック・メルローズ〉、2019年2月20日。ISBN 9784152098399。
- Lost for Words. Farrar, Straus and Giroux. (2014). ISBN 9780374280291
- Dunbar. Hogarth Press. (2017). ISBN 9781101904282